# تسویه‌حساب
تسویه‌حساب نام فیلمی از تهمینه میلانی است که در سال ۱۳۸۶ ساخته شده است.

## خلاصه داستان
چهار زن زندانی خشن، در زندان نقشه‌ای می‌کشند که پس از آزاد شدن اجرایش کنند. آن‌ها آزاد می‌شوند و پس از اجاره خانه‌ای، مردان را از خیابان به وسیله تغییر قیافه دادن به صورت یک فاحشه به همان خانه می‌کشانند، آن‌ها را به یک صندلی می‌بندند، مورد ضرب و شتم قرار می‌دهند و پولشان را به سرقت می‌برند.

## بازیگران
- مهناز افشار در نقش سارا
- لادن مستوفی در نقش زیبا
- السا فیروزآذر در نقش مریم
- بهاره افشاری در نقش لیلا
- سیاوش طهمورث در نقش اسد
- اکبر عبدی در نقش حبیب
- محمدرضا شریفی‌نیا در نقش شاعر
- حامد بهداد در نقش حمید
- رضا عطاران در نقش علی
- غلامحسین لطفی در نقش کارگردان
- محمد نیک‌بین
- مهدی فقیه در نقش راننده
- احمد مهران‌فر در نقش کامران
- شهره لرستانی در نقش زندانی
- الناز فیروزآذر در نقش مهناز
- محمدعلی نوروش در نقش پلیس
- شیرین بینا در نقش مادر سارا
- فلور نظری در نقش همسایه
- ژاله شعاری
- فرزاد داداش پور
- شاپور کلهر
- زندیش حمیدی
- پروانه دباغ در نقش زندانی
- فرزانه ارسطو در نقش زندانی
- فرحناز منافی ظاهر در نقش مادر لیلا

## انتقادات
حسن معظمی سخنگوی انجمن منتقدان و نویسندگان سینمای ایران می‌گوید که «این فیلم مانیفست ناتمام دنیای زنانه تهمینه میلانی علیه دنیای مردانه است.»
به‌طور کلی این فیلم از جهت افراط در فمینیسم مورد انتقادهای شدید است. تقلید کردن زنان از حرکات مردها و این که مردها با تمام قدرت پس از اصابت ضربهٔ زنان به آن‌ها فریاد می‌کشند، از ضعیف‌ترین نقاط این فیلم یه شمار می‌آید. همچنین، طوری‌که مردها موجوداتی عیاش و خوش‌گذران و زن‌ها موجوداتی قوی و خشن که به مردها رحم می‌کنند، نشان داده شده‌اند، نمونه‌ای بارز از افراط کارگردان در فمینیسم را نشان می‌دهد.